# ایده‌لو (ماه‌نشان)
ایده‌لو یک روستا در ایران است که در دهستان قلعه‌جوق واقع شده‌است. ایده لو ۲۱۷ نفر جمعیت دارد.